# Gabriel Riera Alemany
Gabriel Riera Alemany (Andratx, 1876 - Barcelona, 1947) fou un militar, coronel, i polític mallorquí.
Durant la Guerra Civil, fou comandant militar de Pollença. El juliol de 1939, fou designat batle de Palma, càrrec que ocupà fins al 1941. Fou germà del també militar Bernat Riera Alemany.
Va estar vinculat molts anys al futbol balear, des del 1935 fou vicepresident de la Federació de Futbol i el 1939 n'esdevingué president.